# Klassifizierender Raum von SO(n)
Der klassifizierende Raum {\displaystyle \operatorname {BSO} (n)} der speziellen orthogonalen Lie-Gruppe {\displaystyle \operatorname {SO} (n)} ist der Basisraum des universellen {\displaystyle \operatorname {SO} (n)}-Hauptfaserbündels {\displaystyle \operatorname {ESO} (n)\rightarrow \operatorname {BSO} (n)}. Das bedeutet, dass {\displaystyle \operatorname {SO} (n)}-Hauptfaserbündel über einem CW-Komplex in Bijektion mit den Homotopieklassen von dessen stetigen Abbildungen in {\displaystyle \operatorname {BSO} (n)} stehen. Die Bijektion ist durch das zurückgezogene Hauptfaserbündel gegeben.

## Definition
Es gibt eine kanonische Inklusion von reellen orientierten Grassmann-Mannigfaltigkeiten gegeben durch {\displaystyle {\widetilde {\operatorname {Gr} }}_{n}(\mathbb {R} ^{k})\hookrightarrow {\widetilde {\operatorname {Gr} }}_{n}(\mathbb {R} ^{k+1}),V\mapsto V\times \{0\}}. Deren direkter Limes ist:
{\displaystyle \operatorname {BSO} (n):={\widetilde {\operatorname {Gr} }}_{n}(\mathbb {R} ^{\infty }):=\lim _{n\rightarrow \infty }{\widetilde {\operatorname {Gr} }}_{n}(\mathbb {R} ^{k}).}
Da reelle orientierte Graßmann-Mannigfaltigkeiten sich als homogene Räume ausdrücken lassen durch:
{\displaystyle {\widetilde {\operatorname {Gr} }}_{n}(\mathbb {R} ^{k})=\operatorname {SO} (n+k)/(\operatorname {SO} (n)\times \operatorname {SO} (k))}
überträgt sich die {\displaystyle \operatorname {SO} (n+k)}-Wirkung auf {\displaystyle \operatorname {BSO} (n)}.

## Kleinster klassifizierender Raum
- Es ist {\displaystyle \operatorname {SO} (1)\cong 1} die triviale Gruppe und daher {\displaystyle \operatorname {BSO} (1)\cong \{*\}} der triviale topologische Raum.

- Es ist {\displaystyle \operatorname {SO} (2)\cong \operatorname {U} (1)} und daher {\displaystyle \operatorname {BSO} (2)\cong \operatorname {BU} (1)\cong \mathbb {C} P^{\infty }} der unendliche komplexe projektive Raum.

## Klassifikation von Hauptfaserbündeln
Für einen topologischen Raum {\displaystyle X} sei {\displaystyle \operatorname {Prin} _{\operatorname {SO} (n)}(X)} die Menge der {\displaystyle \operatorname {SO} (n)}-Hauptfaserbündel auf diesem bis auf Isomorphie. Ist {\displaystyle X} ein CW-Komplex, dann ist die Abbildung:
{\displaystyle [X,\operatorname {BSO} (n)]\rightarrow \operatorname {Prin} _{\operatorname {SO} (n)}(X),[f]\mapsto f^{*}\operatorname {ESO} (n)}
bijektiv.

## Kohomologiering
Der Kohomologiering von {\displaystyle \operatorname {BSO} (n)} mit Koeffizienten in {\displaystyle \mathbb {Z} _{2}} wird von den Stiefel–Whitney-Klassen erzeugt:
{\displaystyle H^{*}(\operatorname {BSO} (n);\mathbb {Z} _{2})=\mathbb {Z} _{2}[w_{2},\ldots ,w_{n}].}
Dieses Resultat gilt allgemeiner für alle Körper mit Charakteristik {\displaystyle \operatorname {char} =2}.
Der Kohomologiering von {\displaystyle \operatorname {BSO} (n)} mit Koeffizienten im Körper {\displaystyle \mathbb {Q} } der rationalen Zahlen wird von den Pontrjagin-Klassen und der Euler-Klasse erzeugt:
{\displaystyle H^{*}(\operatorname {BSO} (2n);\mathbb {Q} )\cong \mathbb {Q} [p_{1},\ldots ,p_{n},e]/(p_{n}-e^{2}),}
{\displaystyle H^{*}(\operatorname {BSO} (2n+1);\mathbb {Q} )\cong \mathbb {Q} [p_{1},\ldots ,p_{n}].}
Diese Resultate gelten allgemeiner für alle Körper mit Charakteristik {\displaystyle \operatorname {char} \neq 2}.

## Unendlicher klassifizierender Raum
Die kanonische Inklusionen {\displaystyle \operatorname {SO} (n)\hookrightarrow \operatorname {SO} (n+1)} induzieren kanonische Inklusionen {\displaystyle \operatorname {BSO} (n)\hookrightarrow \operatorname {BSO} (n+1)}auf ihren jeweiligen klassifizierenden Räumen. Die direkten Limiten dieser beiden Ketten an Inklusionen werden jeweils als:
{\displaystyle \operatorname {SO} :=\lim _{n\rightarrow \infty }\operatorname {SO} (n)}
{\displaystyle \operatorname {BSO} :=\lim _{n\rightarrow \infty }\operatorname {BSO} (n)}
bezeichnet. {\displaystyle \operatorname {BSO} } ist dabei tatsächlich der klassifizierende Raum von {\displaystyle \operatorname {SO} }.